# 南蓋爾

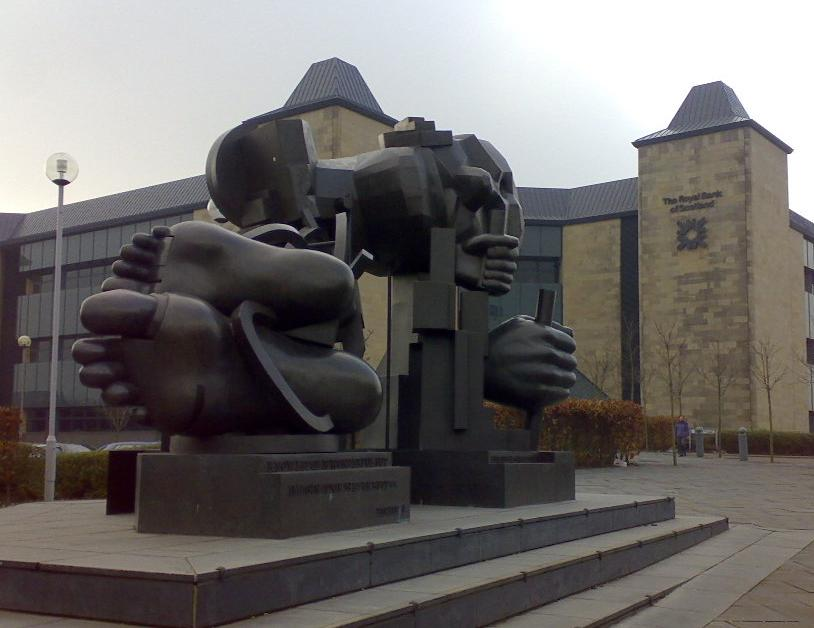
爱德华多·包洛奇的「國家財富」雕像位於南蓋爾，銘文自爱因斯坦的句子知識很美好，但想像力更好（Knowledge is wonderful, but imagination is even better）

南蓋爾（英語：South Gyle）是一個位於蘇格蘭愛丁堡的地方，位於愛丁堡西面，區內大部份建築物都是建於80年代以後。

## 地名
英語中Gyle一字很可能源自盖尔语的goill，意思是泥塘，因為這裡以前有一個名為戈加的湖泊（Gogar Loch）。約一英里以北，有一些街道以北盖尔命名。

## 交通
南蓋爾鄰近愛丁堡機場和A720繞行道路，連接各進出城市的主要幹道。
南蓋爾擁有兩個鐵路站，包括連接法夫和愛丁堡市的南蓋爾火車站，和通往巴斯蓋特、史特靈和鄧布蘭的愛丁堡公園火車站。
愛丁堡電車亦在南蓋爾提供服務，停靠站包括班克赫德、愛丁堡公園、愛丁堡公園中和蓋爾中。
2016年12月啟用的愛丁堡大門站提供火車與電車之間的轉乘服務。

## 政府
蘇格蘭監獄管理局總部位於南蓋爾。

## 教育
南蓋爾有一座小學（Gylemuir Primary School）。

## 選區
南蓋爾在英國國會和蘇格蘭議會選區屬於德拉姆布雷/蓋爾選區。